# Paul Grosz
Paul Grosz (* 18. Juli 1925 in Wien; † 29. August 2009 ebenda) war langjähriger Präsident der Israelitischen Kultusgemeinde Wien (1987–1998).

## Leben
Paul Grosz wurde als Sohn eines Kürschnermeisters geboren und überlebte dank der Hilfe eines jüdischen Polizisten die Zeit des Nationalsozialismus versteckt in Wien. Nach Kriegsende erlernte er zunächst ebenfalls den Beruf eines Kürschners, bevor er die Matura nachholte und ein Chemiestudium begann. 1950 wanderte er in die USA aus, kehrte aber 1955 wieder nach Wien zurück, als sein Vater erkrankte. Nach dessen Tod übernahm er die Kürschnerei in der Margaretenstraße. 
Paul Grosz engagierte sich in der Kultusgemeinde. 1970 wurde er erstmals in den Vorstand gewählt. 1987 wurde er als Nachfolger von Ivan Hacker Präsident und versah dieses Amt bis 1998, als er von Ariel Muzicant abgelöst wurde. In seiner elfjährigen Amtszeit regte er u. a. die Modernisierung des Eltern- und Pflegewohnheims (Maimonides-Zentrums) oder neue Schulbauten und -einrichtungen an. 1995 kam es zur Gründung des Nationalfonds der Republik Österreich für Opfer des Nationalsozialismus, 1996 fand die von internationalem Medieninteresse verfolgte „Mauerbach“-Auktion statt, bei der die der IKG erst 1995 restituierten Kunstwerke und -gegenstände zugunsten der Opfer des Holocaust versteigert wurden, die österreichischen Juden von den Nazis geraubt worden waren. 1955 waren diese der Republik Österreich als „herrenloses“ Gut übergeben worden. Grosz versuchte auch „jedes Mitglied der Gemeinde zu bestärken, im Privaten wie im Gesellschaftlichen selbstsicherer aufzutreten.“

## Auszeichnungen
- Verleihung des Titels Hofrat (März 1992)
- Ernennung zum Bürger der Stadt Wien (17. Dezember 1998; Überreichung am 19. März 1999)[2]
- Ernennung zum Ehrenpräsidenten der IKG (1987)

## Zitat
Als Österreicher wünschte er sich, dass der kritische Umgang mit der Geschichte „vom Lippenbekenntnis zur Selbstverständlichkeit“ werde und dem „Prinzip der demokratischen Grundhaltung“, von dem so oft gesprochen werde, Geltung verschafft werde.

## Schriften
- Der „jüdische“ Standpunkt. In: Aurelius Freytag (Hrsg.): Geschichte und Verantwortung. Wiener Universitätsverlag, Wien 1988, ISBN 3-85114-028-1.
- Justiz und nationalsozialistische Wiederbetätigung. Protokoll der gleichnamigen Tagung am 15. Mai 1990 in Wien. Hrsg. vom Dokumentationsarchiv des österreichischen Widerstandes. Verlag des DÖW, Wien 1991, ISBN 3-901142-03-7.
- אפ על פי כן־־ Trotz allem … Aron Menczer 1917–1943. Hrsg. von der Israelitischen Kultusgemeinde Wien. Böhlau, Wien/Köln/Weimar 1993, ISBN 3-205-98120-0.
- A Jewish View of the Anschluss and the Second Republic. In: William Edward Wright (Hrsg.): Austria. 1938–1988. Anschluss and fifty years. Ariadne Press, Riverside, California 1995, ISBN 1-57241-008-6 (Studies in Austrian literature, culture, and thought).
- Die Macht der Bilder. In: Elisabeth Klamper (Red.): Die Macht der Bilder – Antisemitische Vorurteile und Mythen. Ausstellungskatalog. Hrsg. vom Jüdischen Museum Wien. Picus-Verlag, Wien 1995, ISBN 3-85452-275-4.
- Mißbrauch von Marktmacht. Antisemitismus. In: Impuls. Das grüne Monatsmagazin. Hrsg. Die Grünen – Die grüne Alternative, Wien 1996.
- Introduction. In: Mauerbach Benefit Sale. Versteigerung der von den Nationalsozialisten konfiszierten Kunstwerke zugunsten der Opfer des Holocaust, Wien 29. und 30. Oktober 1996, Christie’s, Wien 1996.